# Église Saint-Eutrope d'Arrènes
Pour les articles homonymes, voir Église Saint-Eutrope.
L'église Saint-Eutrope est une église située à Arrènes, dans le département français de la Creuse en France. Construite au XVe siècle, elle est inscrite au titre des monuments historiques en 1963.

## Localisation
L'église est située sur la commune d'Arrènes dans le département français de la Creuse en région Nouvelle-Aquitaine.

## Historique
L'église a été construite au XVe siècle.
L'édifice est inscrit au titre des monuments historiques en 1963.